# Hymne Monégasque

## Monegaški tekst
A MARCIA DE MUNEGHU / INU NACTIONALE
Despoei tugiù, sciü d'u nostru paise
Se ride aù ventu, u meme pavayun
Despoei tugiù a curù russa e gianca
E stàr r'emblèma d'a nostra libertà
Grandi e piciui, r'an tugiù respeta.

## Prijevod nafrancuski
Hymne Monégasque
Depuis toujours, sur notre pays,
Le même drapeau est déployé au vent,
Depuis toujours les couleurs rouge et blanche
Sont le symbole de notre liberté
Grands et petits les ont toujours respectées.

## Prijevod naengleski
National Anthem
All the time, over our country,
The same flag has been flying in the wind
All the time, the colours red and white
Have been the symbol of our liberty
Great and small have always respected them.

## Prijevod nahrvatski
Sve vrijeme, nad našom zemljom,
Ista zastava vijori na vjetru,
Sve vrijeme, crvena i bijela,
simbol su naše slobode
Veliki i mali ih uvijek poštuju